# Acacia baeuerlenii
Acacia baeuerlenii là một loài thực vật có hoa trong họ Đậu. Loài này được Maiden & R.T.Baker miêu tả khoa học đầu tiên.